# Cốc biển đen
Cốc biển đen, tên khoa học Fregata minor, là một loài chim trong họ Fregatidae. Kích thước từ 86 cm-1m,thường thấy ở Thái Bình Dương và Ấn Độ Dương

## Mô tả
Cốc biển đen có mỏ đầu cong hình móc, phần bụng màu đỏ hồng. Vì phần lớn thời gian lượn trên không trung, chỉ đôi khi xuống nước nên sải cánh lớn

## Bắt mồi
Chim cốc đen bắt mồi khi đang bay trên mặt nước hay dọa các con chim khác cho đến khi nó buông con mồi đang tha. Nó làm tổ theo đàn trên các đảo

## Hình ảnh

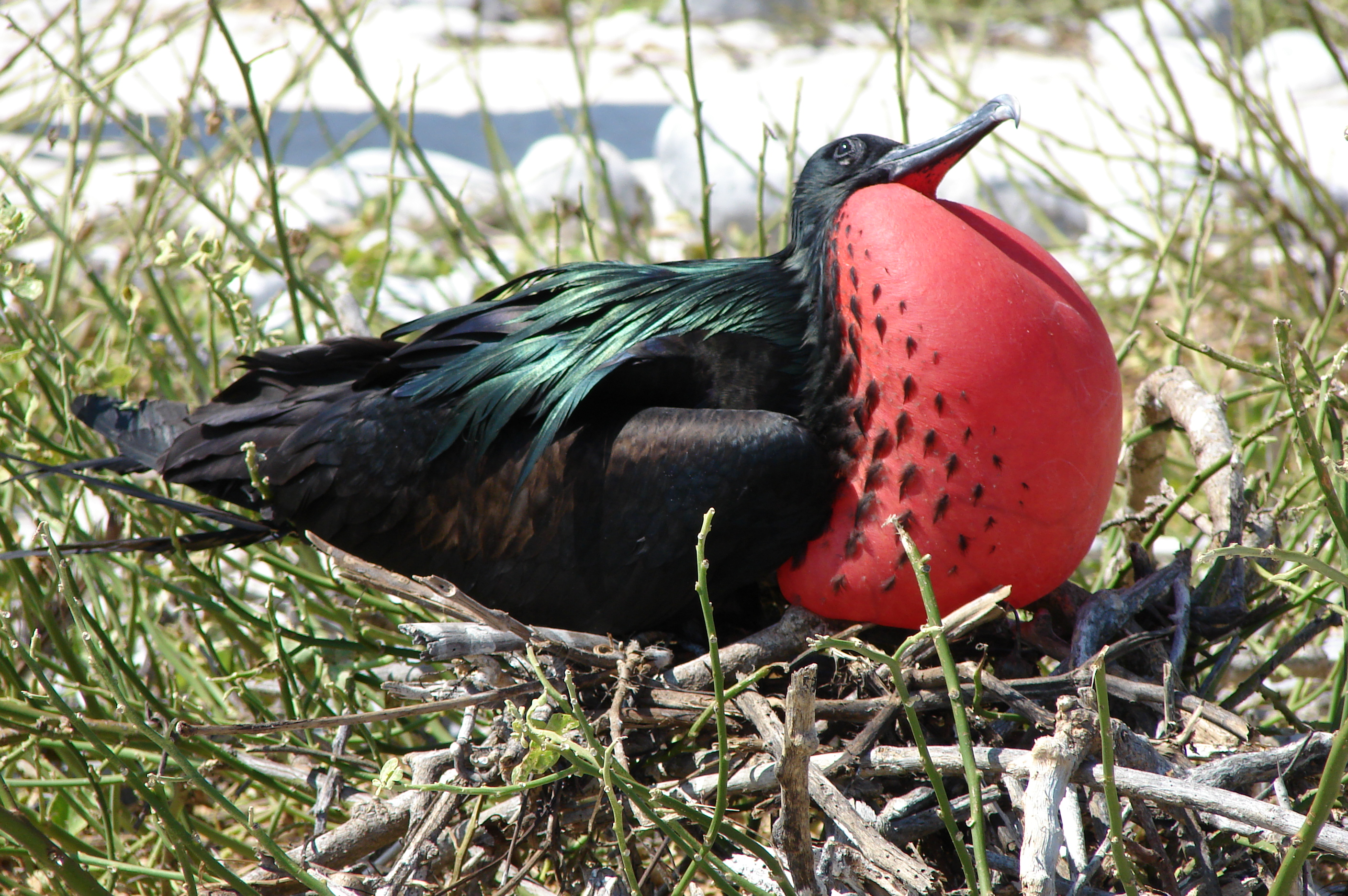
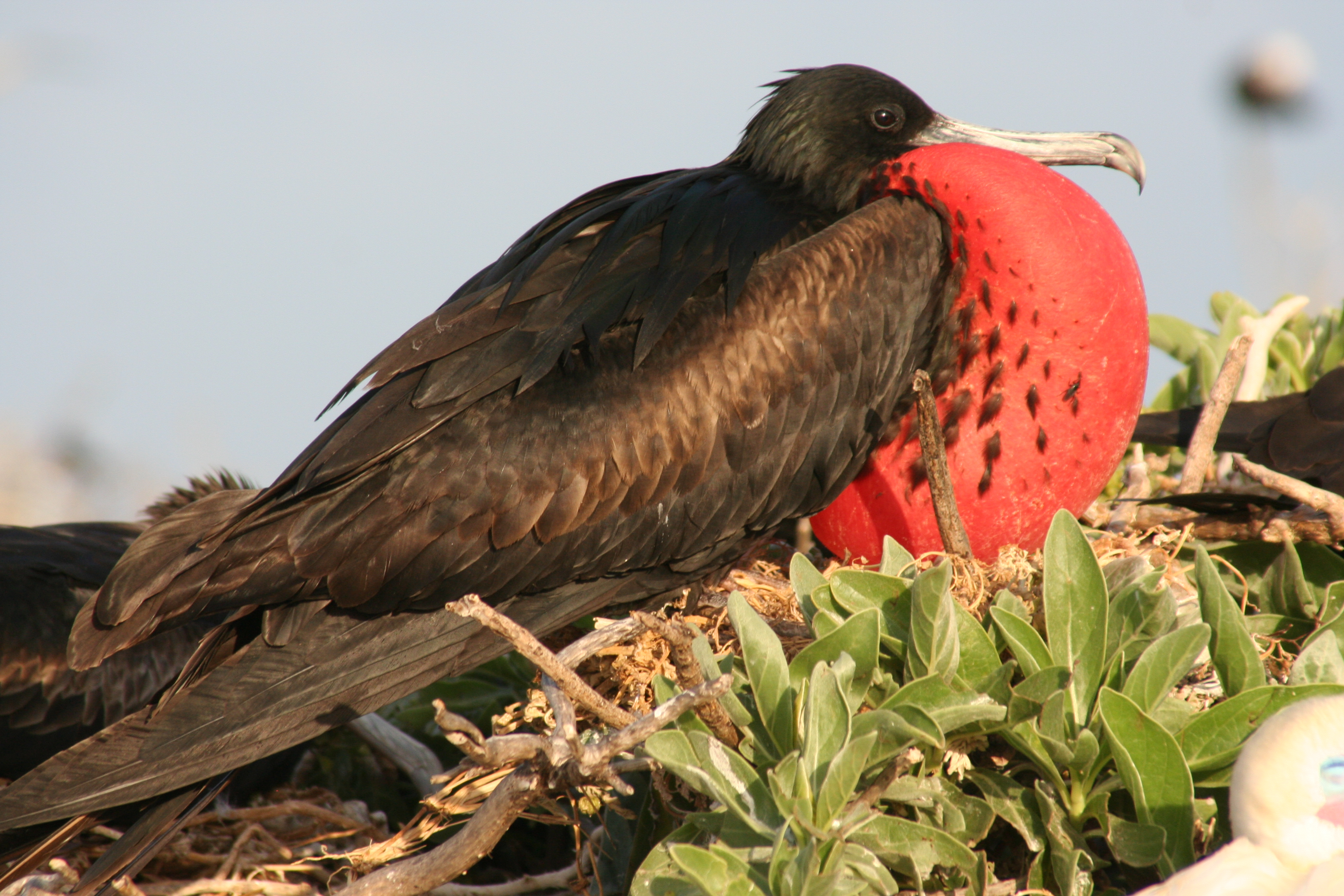
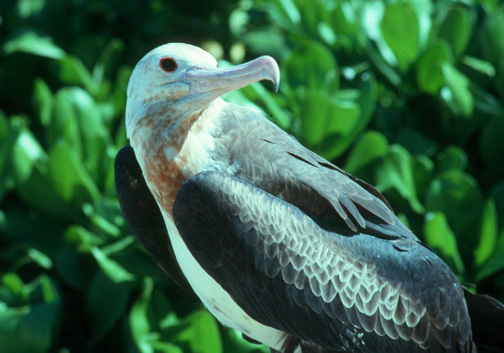
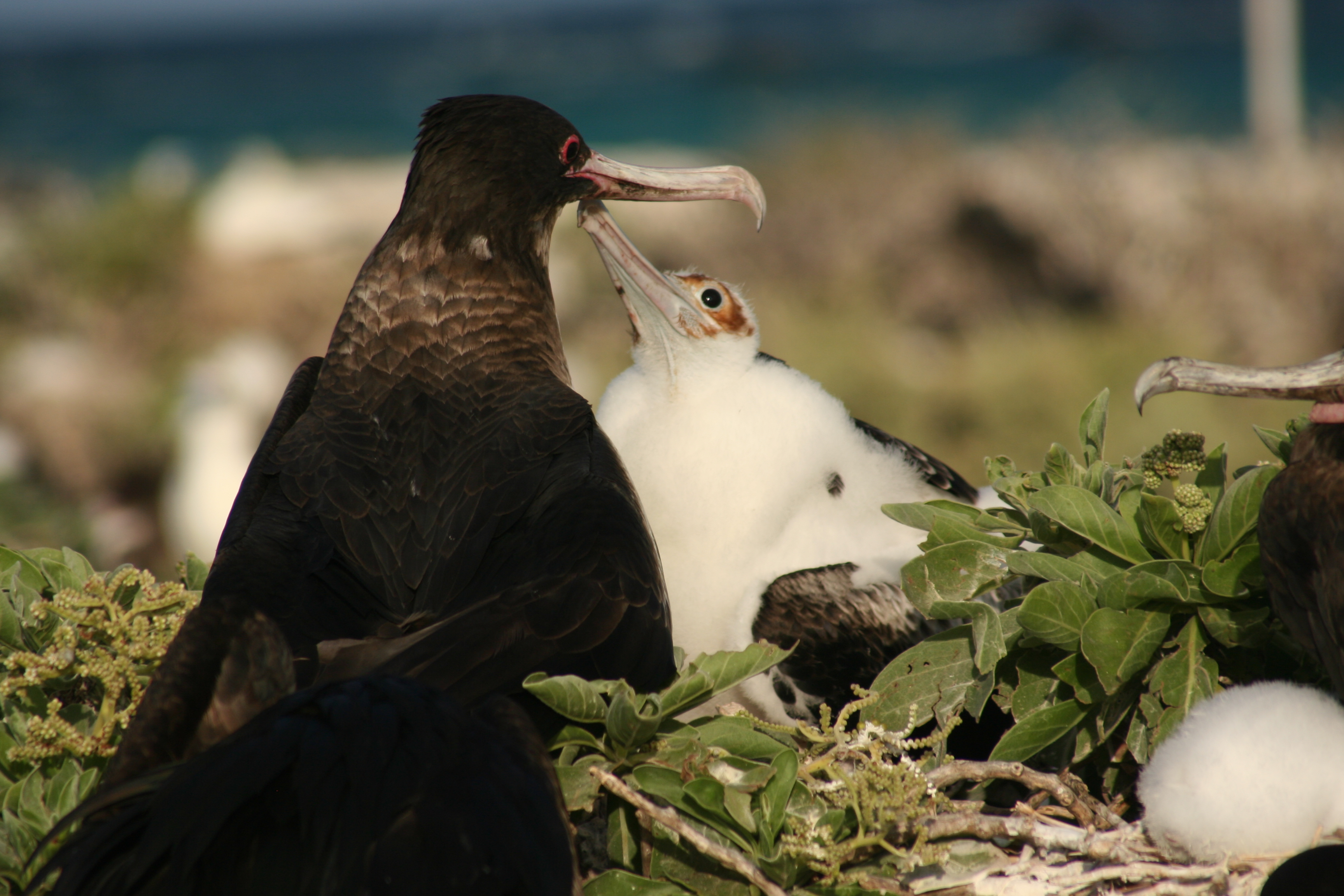
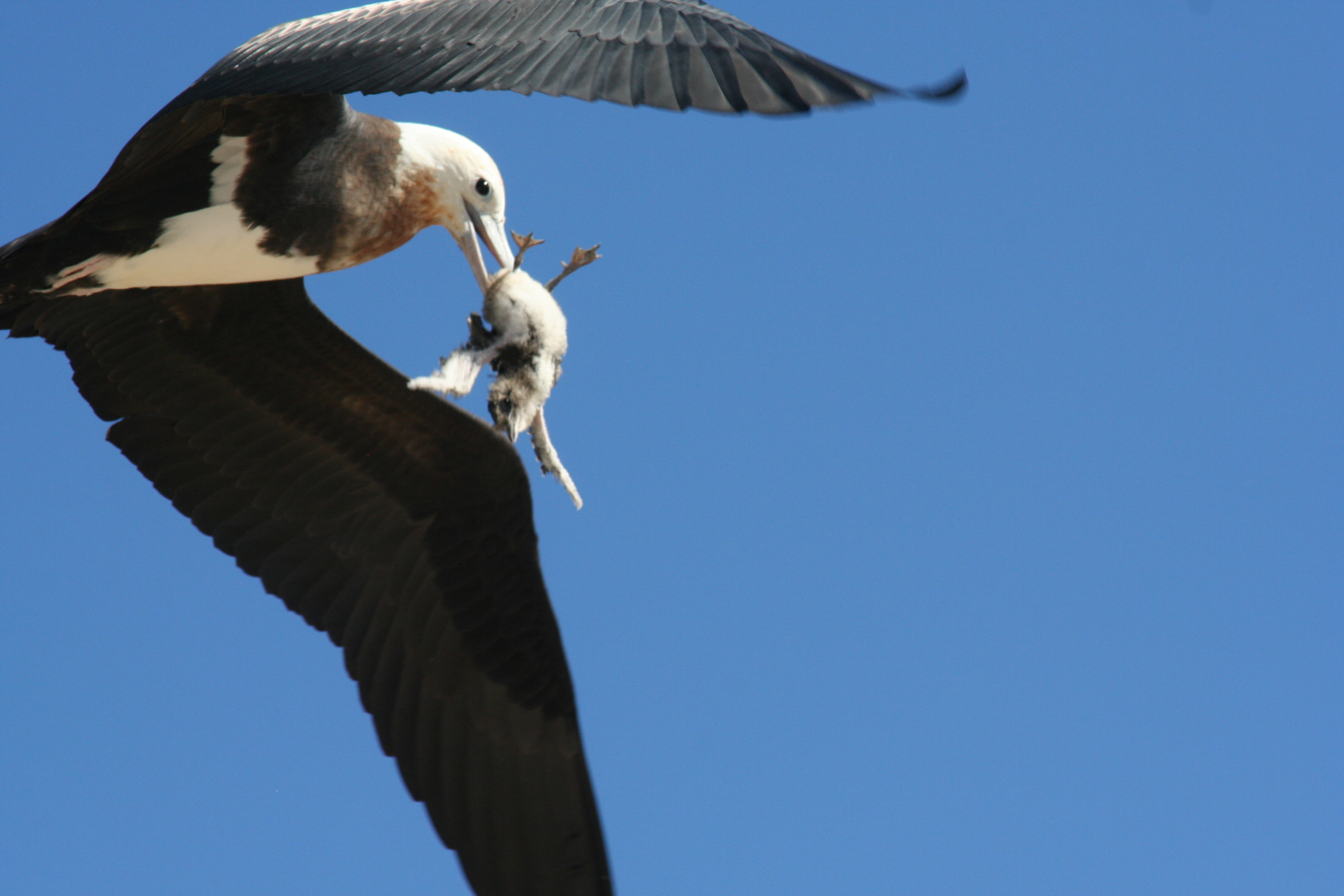
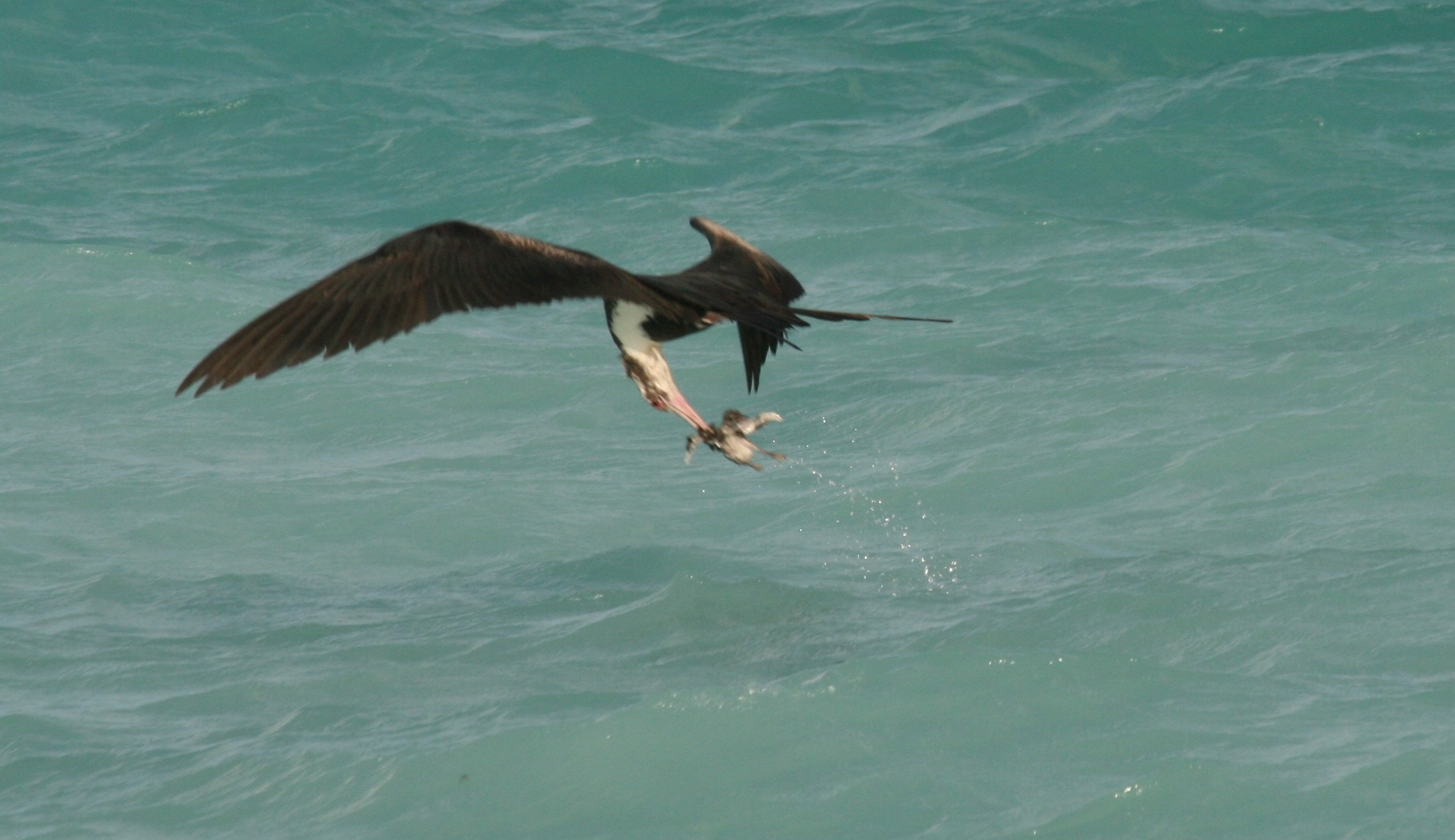
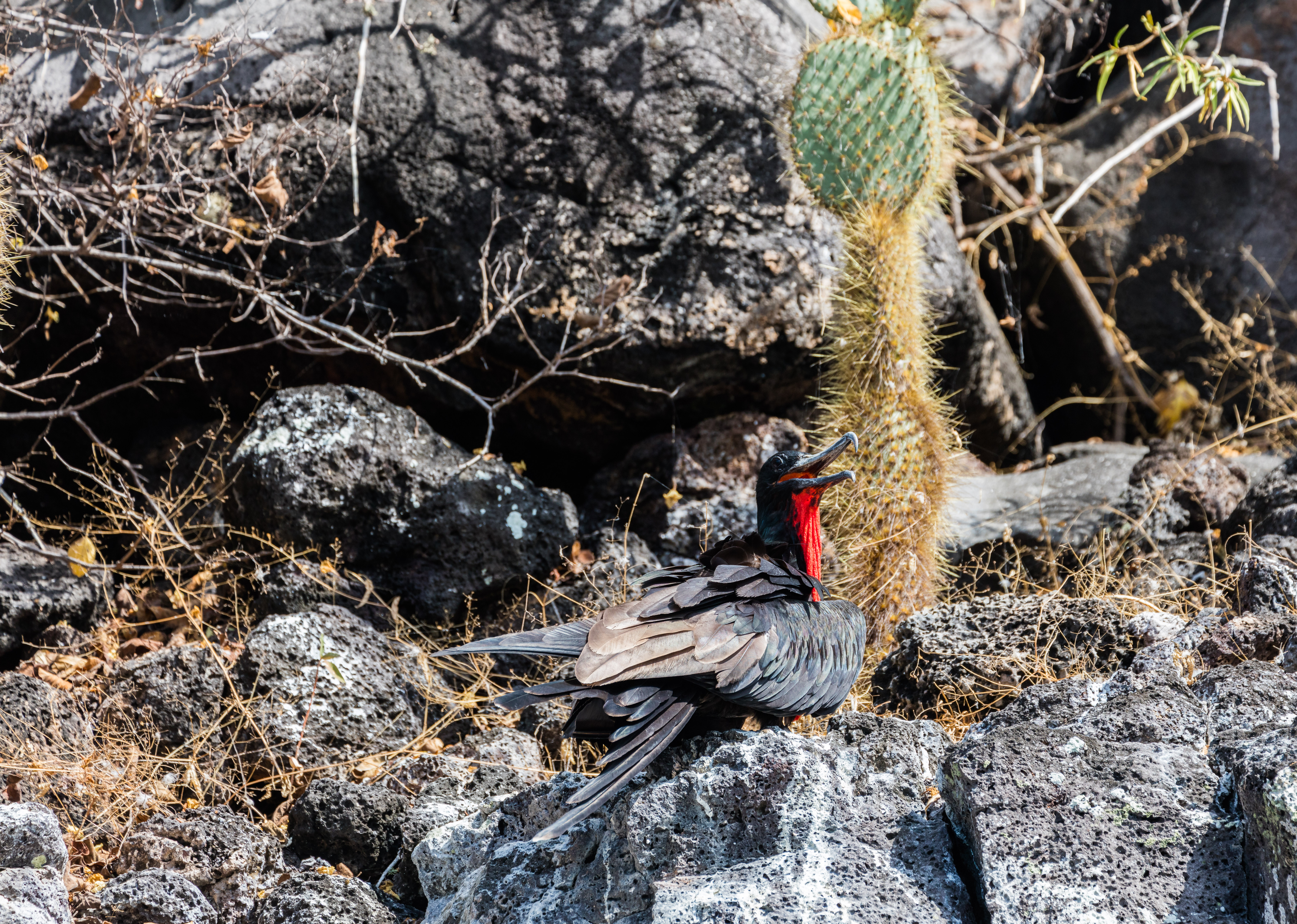
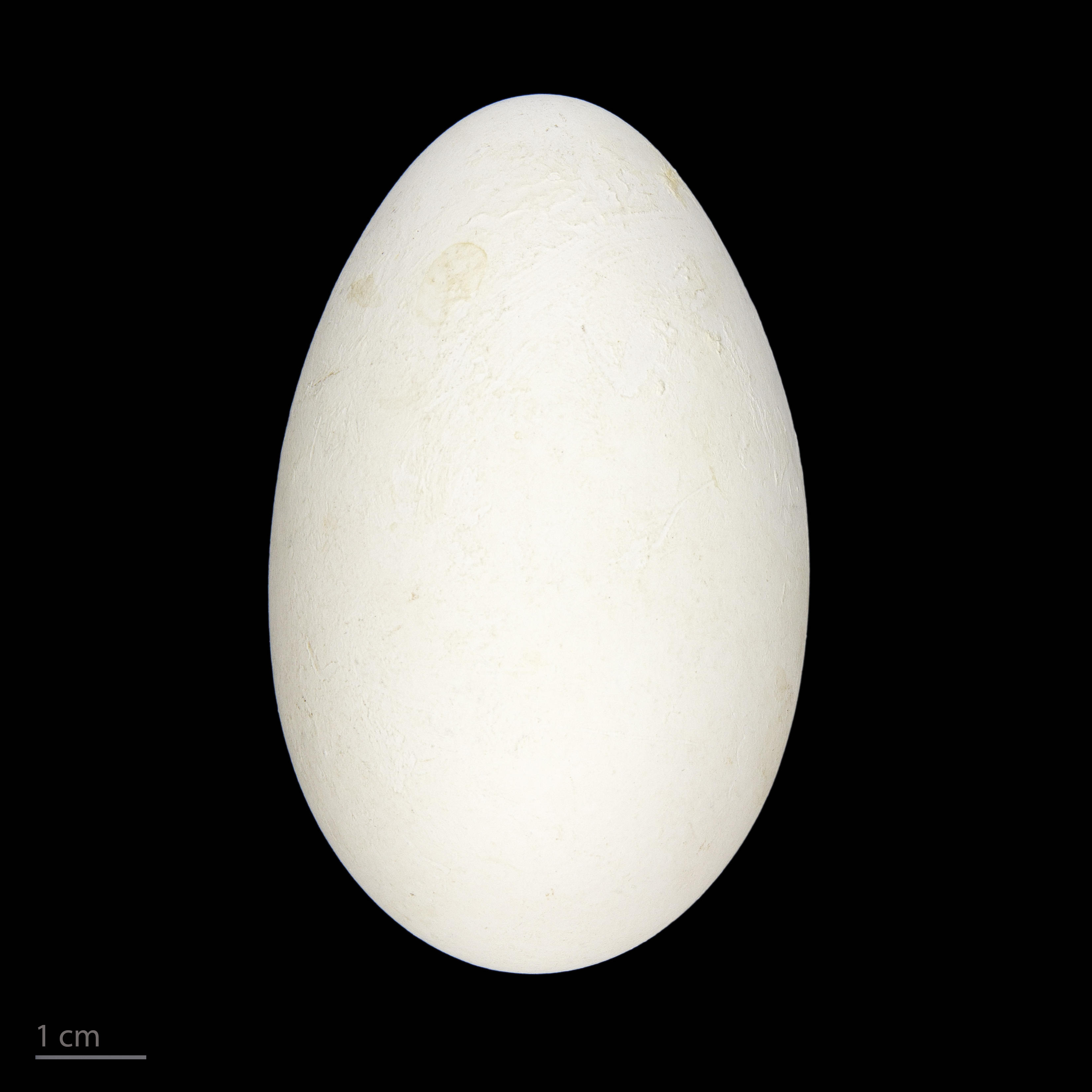
Museum specimen - New Caledonia